# Strings Attached
Strings Attached è un film pornografico statunitense del 2019 diretto da Whitney Wright.

## Riconoscimenti
- AVN Awards
  - 2021 - Candidatura a Best All-Girl Sex Scene con Angela White, Scarlett Safe e Serena Blair